# Agaricus silvicola
Agaricus silvicola é um fungo que pertence ao gênero de cogumelos Agaricus na ordem Agaricales. É um cogumelo comestível.